# Praxillella affinis
Praxillella affinis är en ringmaskart som först beskrevs av M. Sars in G.O. Sars 1872.  Praxillella affinis ingår i släktet Praxillella och familjen Maldanidae. Arten är reproducerande i Sverige. Utöver nominatformen finns också underarten P. a. pacifica.